# Tag det som en mand
Tag det som en mand er en dansk film fra 1941, skrevet af Arvid Müller og instrueret af Johan Jacobsen.

## Handling
Jens og Trille Woller har kun været gift et halvt år, og de lever for så vidt lykkeligt sammen i deres hyggelige kunstnerhybel, hvor Jens arbejder med pensel og palet foran sit staffeli, mens Trille sidder bag sin skrivemaskine og digter noveller til ugebladene. Men også kun for så vidt. De er begge meget unge og meget impulsive af natur, og der skal derfor kun en bagatel til, for at de ryger i totterne på hinanden.

## Medvirkende
- Sigfred Johansen
- Inga Schultz
- Johannes Meyer
- Gunnar Lauring
- Beatrice Bonnesen
- Christian Arhoff
- Carl Fischer
- Knud Heglund
- Tove Bang